# Spice 1 (álbum)
Spice 1 é o álbum de estréia do rapper da Bay Area Spice 1, lançado em 12 de Maio de 1992 pela Jive Records. O álbum foi produzido por Ant Banks, Blackjack, E-A-Ski & CMT e Spice 1. Dois singles foram lançados, In My Neighborhood e Welcome to the Ghetto. Quatro videoclipes foram feitos, para os dois singles e para mais duas faixas do álbum: 187 Proof e East Bay Gangsta.

## Faixas
1. "In My Neighborhood"
2. "187 Proof"
3. "East Bay Gangster (Reggae)"
4. "Money Gone"
5. "1-800-Spice"
6. "Peace to My Nine"
7. "Young Nigga"
8. "Welcome to the Ghetto"
9. "Fucked in the Game"
10. "Money or Murder"
11. "City Streets"
12. "1-900-Spice"
13. "Break Yourself" (featuring MC Ant)
14. "187 Pure"

## Posições topo
Álbum
| Parada (1992)                         | Posição topo |
| ------------------------------------- | ------------ |
| U.S. Billboard 200                    | 82           |
| U.S. Billboard Top R&B/Hip-Hop Albums | 14           |
| U.S. Billboard Top Heatseekers        | 1            |

Singles
| Canção                  | Parada (1992)                        | Posição topo |
| ----------------------- | ------------------------------------ | ------------ |
| "Welcome to the Ghetto" | U.S. Billboard Hot R&B/Hip-Hop Songs | 39           |
| "Welcome to the Ghetto" | U.S. Billboard Rap Songs             | 5            |